# 圣地亚哥·马雷
圣地亚哥·马雷（西班牙語：Santiago Mare，1996年10月21日—），阿根廷男子橄榄球运动员。他曾代表阿根廷七人制国家队参加2020年夏季奥林匹克运动会七人制橄榄球比赛，获得一枚铜牌。